# 政事巖
政事巖（韓語：정사암），又稱政事巖會議，是朝鮮三國時代百濟宰相討論政治的貴族會議制度。
百濟後期，確定在首都泗沘附近的虎巖寺召開政事巖會議的制度。由有資格當選宰相者三至四名參加。